# 巴格特海德
巴格特海德是德国石勒苏益格－荷尔斯泰因州的一个市镇。总面积15.83平方公里，总人口15428人，其中男性7374人，女性8054人（2011年12月31日），人口密度975人/平方公里。